# Serhij Ptasznyk
Serhij Wołodymyrowycz Ptasznyk, ukr. Сергій Володимирович Пташник (ur. 1 października 1964 w Iwano-Frankiwsku) – ukraiński piłkarz, grający na pozycji pomocnika, trener piłkarski.

## Kariera piłkarska
Jest wychowankiem DJuSSz "Spartak Iwano-Frankiwsk". Jego pierwszymi trenerami byli Ju.S.Szajkin i Iwan Krasnecki. W 1982 rozpoczął karierę piłkarską w drużynie Prykarpattia Iwano-Frankiwsk, która występowała w Wtoroj Lidze ZSRR.  W latach 1984–1985 "odbywał" służbę wojskową w wojskowym klubie SKA Karpaty Lwów. Po kilku sezonach występów w Zirce Kirowohrad i Prykarpatti Iwano-Frankiwsk bronił barw drużyn amatorskich Naftowyk Dolina i "Jatrań Umań". W 1991 powrócił do Prykarpattia Iwano-Frankiwsk. Potem występował w klubach Podillia Chmielnicki, amatorskim "Zoria Chorostków", Karpaty Mukaczewo, Dnipro Czerkasy, FK Kałusz i Beskyd Nadwórna. W 1999 po raz kolejny powrócił do Prykarpattia Iwano-Frankiwsk. W 2000 bronił barw drugiej drużyny Prykarpattia-2 Iwano-Frankiwsk, w którym zakończył karierę piłkarską.

## Kariera trenerska
Pracę szkoleniową rozpoczął w 2000 na stanowisku asystenta Prykarpattia Iwano-Frankiwsk. Pomagał również szkolić drugą drużynę Prykarpattia-2 Iwano-Frankiwsk. Od sezonu 2004/05 trenował nowo utworzony klub Fakeł Iwano-Frankiwsk z Iwano-Frankiwska, który w 2007 zmienił nazwę na Prykarpattia Iwano-Frankiwsk. Pracował z nim do końca października 2008. Od lipca 2009 do grudnia 2010 ponownie prowadził Prykarpattia Iwano-Frankiwsk. W grudniu 2010 objął stanowisko głównego trenera Enerhetyka Bursztyn, z którym pracował do 13 kwietnia 2011. W latach 2012–2013 stał na czele klubu Nika-Tepłowyk Iwano-Frankiwsk. Latem 2018 po awansie Prykarpattia Iwano-Frankiwsk do Pierwszej ligi został utworzony zespół U-19, na czele którego stał Ptasznyk. Od maja 2021 trenuje Prykarpattia-Tepłowyk Iwano-Frankiwsk.